# 荘川村立中野中学校
荘川村立中野中学校（しょうかわそんりつ なかのちゅうがっこう）は、岐阜県大野郡荘川村（現・高山市）に存在した公立中学校。

## 概要
- 大野郡荘川村北部の中学校であった。中野小学校に併設され、あわせて中野小中学校とも称した。
- 校区の全域が御母衣ダムの湖底に沈むことになり、1960年、荘川中学校に統合され廃校。
- 校舎は荘川中学校に移築され、教員住宅、六厩地区生徒の寄宿舎などに使用された[注釈 2]。

## 沿革
- 1947年（昭和22年）4月 - 荘川村立中野中学校として開校。中野小学校に併設。
- 1953年（昭和28年）9月 - 中学校校舎が完成。
- 1954年（昭和29年） - 御母衣ダムの建設場所が決まり、荘川村のうち、岩瀬字下滝・赤谷字落部・赤谷字和田・中野・海上・尾上郷（一部）が水没対象地域となり、中野中学校校区のほぼ全域が水没することとなる。
- 1960年（昭和35年）10月28日 - 廃校。